# Mihail Celarianu
Mihail Celarianu (n. 1 august 1893, București, România – d. 1985) a fost un poet și romancier român.

## Biografie
Originar din București, el a fost al treilea din cei opt copii ai lui Constantin Celarianu, ofițer în armata română, și ai soției sale, Antoaneta (născută Pricup). După finalizarea învățământului gimnazial și liceal la București, respectiv Brăila, a urmat cursurile la Conservatorul din București, sperând să înceapă o carieră în muzica vocală, idee pe care a abandonat-o în cele din urmă. Celarianu a petrecut doi ani la Paris (1912-1914) unde a studiat medicina, întorcându-se acasă la izbucnirea Primului Război Mondial. (Romanul său din 1936, Femeia sângelui meu, pe care el îl considera „aproape în întregime autobiografic”, evocă această perioadă; a fost acuzat de imoralitate atunci când a fost publicată.) S-a înrolat în armata română după ce România a intrat în război în 1916, mai întâi ca infanterist, iar apoi, după ce a urmat școala bombardierilor de la Pipera, ca mitralior în avion. Războiul a fost sursa de inspirație a piesei sale Drapelul, care a fost pusă în scenă în Onești, precum și un episod din romanul lui Diamant verde din 1940.
Din 1923 până în 1929, Celarianu a lucrat ca funcționar public la cabinetul lui Ion Minulescu în Ministerul Afacerilor Artistice și Culte, experiență care a stat la baza romanului său din 1934, Polca pe furate, publicat la recomandarea lui Mihail Sebastian. Din 1929 până în 1944, a fost bibliotecar și apoi specialist la Ministerul Muncii, Sănătății și Protecției Sociale, unde l-a avut ca și coleg de birou pe Felix Aderca. Între 1944 și 1949, a fost secretar al Uniunii Democrate a Scriitorilor. Soția lui, Nina, a fost fiica lui Alexandru Macedonski, ale cărui poezii le-a selectat și publicat în 1920 sub titlul Poezii alese.
La vârsta de treisprezece ani (în 1906) a scris prima poezie, Duminica. Prima sa carte, Poeme și proză, a apărut în 1913, în timpul șederii sale la Paris. A fost client fidel al restaurantului Oteteleșeanu și, la sugestia lui Tudor Vianu, a început să frecventeze cercul Sburătorul de Eugen Lovinescu. A scris două cărți pentru copii (Zâna izvorului sănătății, împreună cu Jean Bart și Dr. Ygrec, 1936; Isprăvile lui Stan cel cuminte, 1939), precum și un volum de schițe umoristice, Noaptea de fericire (1944). A tradus lucrări literare semnate de Honoré de Balzac, Boris Polevoy (în colaborare) și Édouard de Keyser. Printre revistele care publică lucrările sale se numără Sburătorul, Universul literar, Flacăra, Viața Românească, Revista Fundațiilor Regale și România literară. A câștigat Premiul Societății Scriitorilor din România în 1929, 1935 și 1939; și premiul Academiei Române Mihai Eminescu în 1966. În timpul perioadei interbelice, Celarianu a fost un promotor al romanelor care analizau situațiile prin satiră și mai ales erotism. A fost un poet simbolist al poeziei elegiace și senzuale sau erotice, lucru demonstrat prin volumele sale Drumul (1928) și Flori fără pace (1938).

## Opera
- Poeme și proză (1913)
- Drumul (poezii, 1928)
- Polca pe furate (1934)
- Zâna izvorului sănătății, împreună cu Jean Bart
- Dr. Ygrec (1936)
- Flori fără pace (1938)
- Isprăvile lui Stan cel cuminte (1939)
- Noaptea de fericire (1944)
- Inima omenească" (poezii, 1966, cu prefață de Perpessicius)
- Diamant verde (roman, 1973, cu prefață de V. Fanache)
- Femeia sângelui meu (roman, 1991)